# Mountain Gate
Mountain Gate es un lugar designado por el censo ubicado en el condado de Shasta en el estado estadounidense de California. En el año 2010 tenía una población de 943 habitantes.

## Geografía
Mountain Gate se encuentra ubicado en las coordenadas 40°42′47″N 122°20′13″O / 40.71306, -122.33694.